# Маккамън
Маккамън (на английски: McCammon) е град в окръг Банък, щата Айдахо, САЩ. Маккамън е с население от 805 жители (2000) и обща площ от 3,7 km². Намира се на 1458 m надморска височина. ЗИП кодът му е 83250, а телефонният му код е 208.